# Kasteel van Blérancourt
Het Kasteel van Blérancourt (Frans: Château de Blérancourt) is een kasteel in de Franse gemeente Blérancourt.